# Túnel El Árbol
El túnel El Árbol es un túnel ubicado en el ramal San Fernando-Pichilemu, entre la estación Cardonal y la desaparecida estación El Lingue. El túnel fue declarado Monumento Nacional de Chile, en la categoría de Monumento Histórico, mediante el Decreto Nº 192 de 1993.

## Historia
El túnel tiene una longitud de 1.960 metros, un ancho de 4,5 metros y una altura de 6 metros. Fue construido entre el 3 de diciembre de 1900 y el 11 de mayo de 1904. Con esta extensión, en su época fue el túnel más largo de Chile y Sudamérica. El contratista de la obra fue José Pedro Alessandri. El número de trabajadores en las obras alcanzó a 282. Las perforaciones se hicieron por ambos lados de la montaña, finalizándose con una diferencia en la conjunción del eje de solo ocho centímetros en la horizontal y doce en la vertical. Tras soportar los efectos del terremoto de 1906, el túnel fue reparado y finalizado. La inauguración del túnel se realizó el 16 de mayo de 1904, convertido en el más largo del país; una serie de invitados acompañaron a Alessandri en el primer viaje por el túnel, hasta la estación Cardonal.
El Árbol fue declarado Monumento Nacional, en la categoría de Monumento Histórico, en conjunto con los edificios de las estaciones de Placilla (comuna de Placilla) y Colchagua (Palmilla), además del caballo de agua de El Lingue, como "patrimonio ferroviario rescatable del ramal que unía las ciudades de San Fernando y Pichilemu". El decreto N.° 192, de 1993, es suscrito por el presidente Patricio Aylwin.